# Copa del Rei de futbol sala
La Copa del Rei de futbol sala masculina és una competició esportiva creada la temporada 2010-11 de clubs de futbol sala espanyols, organitzada per la Liga Nacional de Fútbol Sala i pel comitè nacional de futbol sala de la Reial Federació Espanyola de Futbol. Hi competeixen tots els equips de la Divisió d'Honor i Divisió de Plata, excloent-ne els filials, i a més s'hi conviden equips de Primera Nacional "A", categoria semi-professional que depèn de la RFEF. Aquest fet la diferencia de la Copa espanyola de futbol sala, on només hi participen els vuit millors equips de la primera fase de la lliga regular de la divisió d'honor.
El torneig consta de fases eliminatòries a partit únic, que es juguen al camp de l'equip teòricament més dèbil. Les semifinals es juguen a doble partit, i la final és un partit únic, en camp neutral. De la mateixa forma que la Copa del Rei de futbol i la de bàsquet, la copa del rei de futbol sala també té el suport de la Casa Reial espanyola. La primera edició del torneig va ser guanyada pel Futbol Club Barcelona, essent-ne el dominador de la competició amb vuit títols (2011, 2012, 2013, 2014, 2018, 2019, 2020, 2023).

## Historial
| En negreta = Equip guanyador (prò.) = Pròrroga (p.) = Penaltis (1) = Nombre de títols Nota: Noms dels equips segons l'època. |

| Edició | Temp.   | Data       | Campió                    | Resultat   | Subcampió              | Seu                                        | refs. |
| ------ | ------- | ---------- | ------------------------- | ---------- | ---------------------- | ------------------------------------------ | ----- |
| I      | 2010-11 | 07-05-2011 | FC Barcelona Alusport (1) | 4-3        | Inter Movistar         | Pavelló Javier Lozano, Toledo              |       |
| II     | 2011-12 | 23-05-2012 | FC Barcelona Alusport (2) | 6-3        | ElPozo Murcia          | Pavelló Fernando Argüelles, Antequera      |       |
| III    | 2012-13 | 11-05-2013 | FC Barcelona Alusport (3) | 6-3        | ElPozo Murcia          | Poliesportiu Artaleku, Irun                |       |
| IV     | 2013-14 | 03-05-2014 | FC Barcelona Alusport (4) | 4-3 (prò.) | ElPozo Murcia          | Bilbao Arena                               |       |
| V      | 2014-15 | 03-05-2015 | Inter Movistar (1)        | 3-0        | Marfil Santa Coloma    | Pavelló Diego Calvo Valera, Águilas        | [ 3 ] |
| VI     | 2015-16 | 07-05-2016 | ElPozo Murcia (1)         | 3-2 (prò.) | Palma Futsal           | Pavelló Municipal de San Pablo, Sevilla    | [ 4 ] |
| VII    | 2016-17 | 06-05-2017 | ElPozo Murcia (2)         | 3-2        | Magna Gurpea           | Pavelló Mutiusos de Guadalajara            |       |
| VIII   | 2017-18 | 05-05-2018 | FC Barcelona Lassa (5)    | 4-3 (prò.) | Jaén Paraiso Interior  | Pavelló Multiusos Príncipe Felipe, Càceres | [ 5 ] |
| IX     | 2018-19 | 05-05-2019 | FC Barcelona Lassa (6)    | 5-2        | Jaén Paraiso Interior  | Quijote Arena, Ciudad Real                 | [ 6 ] |
| X      | 2019-20 | 20-12-2020 | FC Barcelona (7)          | 2-1        | Jaén Paraiso Interior  | Pavelló Martín Carpena, Màlaga             | [ 7 ] |
| XI     | 2020-21 | 16-05-2021 | Inter Movistar (2)        | 5-3        | ElPozo Murcia          | Pavelló Nou, Santa Coloma de Gramenet      | [ 8 ] |
| XII    | 2021-22 | 16-05-2022 | UMA Antequera (1)         | 3-2        | Viña Albali Valdepeñas | Olivo Arena, Jaen                          | [ 9 ] |
| XIII   | 2022-23 | 02-04-2023 | FC Barcelona (8)          | 4-3 (prò.) | Jimbee Cartagena       | Pavelló Fernando Argüelles, Antequera      |       |

## Palmarès
| Equip                  | Campió | Subcampió | Finals | Anys campió                                    | Anys subcampió         |
| ---------------------- | ------ | --------- | ------ | ---------------------------------------------- | ---------------------- |
| Futbol Club Barcelona  | 8      | 0         | 8      | 2011, 2012, 2013, 2014, 2018, 2019, 2020, 2023 | —                      |
| ElPozo Murcia          | 2      | 4         | 6      | 2016, 2017                                     | 2012, 2013, 2014, 2021 |
| Inter Fútbol Sala      | 2      | 1         | 3      | 2015, 2021                                     | 2011                   |
| UMA Antequera          | 1      | 0         | 1      | 2022                                           | —                      |
| Jaén Fútbol Sala       | 0      | 3         | 3      | —                                              | 2018, 2019, 2020       |
| Marfil Santa Coloma    | 0      | 1         | 1      | —                                              | 2015                   |
| Palma Futsal           | 0      | 1         | 1      | —                                              | 2016                   |
| Magna Gurpea           | 0      | 1         | 1      | —                                              | 2017                   |
| Futbol Sala Valdepeñas | 0      | 1         | 1      | —                                              | 2022                   |
| Jimbee Cartagena       | 0      | 1         | 1      | —                                              | 2023                   |